# La Framboisière
La Framboisière é uma comuna francesa na região administrativa do Centro, no departamento de Eure-et-Loir. Estende-se por uma área de 5,23 km². Em 2010 a comuna tinha 344 habitantes (densidade: 65,8 hab./km²).